# Curt Reicherdt
Curt Reicherdt, teilweise zeitgenössisch auch Kurt Reicherdt, (* 18. Mai 1908; † 4. Mai 1988) war ein deutscher Fußballspieler und -trainer. Der Defensivspieler hat mit dem Polizeisportverein Chemnitz in den Jahren 1932, 1935 und 1936 die Meisterschaft in Mitteldeutschland beziehungsweise in der Gauliga Sachsen gewonnen und 1936 mit der Gauauswahl von Sachsen auch den Reichsbundpokal. Nach dem Zweiten Weltkrieg war er als Trainer unter anderem in der Fußball-Oberliga Nord und Südwest sowie in der unterhalb der Bundesliga zweitklassigen Regionalliga Nord tätig gewesen.

## Laufbahn

### Vereinsspieler
Bei den Grün-Weißen vom PSV Chemnitz verbrachte Curt Reicherdt in Westsachsen, im „sächsischen Manchester“, seine aktive Zeit als Fußballer. Dort hatte er es in den Anfangsjahren in den regionalen Meisterschaftsrunden mit dem lokalen Konkurrenten Chemnitzer BC zu tun. Erst zum Ende des Verbandes Mitteldeutscher Ballspiel-Vereine – in den Jahren 1931 bis 1933 – konnte Reicherdt mit den Grün-Weißen in die Endrunden um die mitteldeutsche Meisterschaft einziehen. Im zweiten Anlauf, 1932, gewann der Abwehrdirigent an der Seite von Torjäger Erwin Helmchen durch einen 3:2-Sieg nach Verlängerung gegen den Dresdner SC die mitteldeutsche Meisterschaft. In der Endrunde um die deutsche Meisterschaft scheiterte er mit den weiteren Mitspielern Erich Haase, Willi Munkelt und Erich Mädler nach einer 2:3-Niederlage in Leipzig am 22. Mai 1932 an dem späteren Deutschen Meister FC Bayern München. Hierbei ragten seine Duelle gegen jungen Mittelstürmer Oskar Rohr heraus. 1933 revanchierte sich der DSC im Finale um die mitteldeutsche Meisterschaft mit einem 3:1-Erfolg gegen den PSV.
Die Ära der Gauliga Sachsen eröffneten Reicherdt und Kollegen in der Debütsaison 1933/34 hinter dem Dresdner SC und dem VfB Leipzig auf dem dritten Rang. Am 13. Mai 1934 wurde das neue Stadion auf der „Planitzwiese“, später bekannt als Stadion an der Gellertstraße, mit einem 5:1 vor 25.000 Zuschauern gegen die SpVgg Fürth eröffnet. Bereits am 16. Juni folgte vor 20.000 Zuschauern ein Freundschaftsspiel gegen den spanischen Meister von 1932 Madrid CF, wie Real Madrid damals noch hieß, mit „Wundertorwart“ Ricardo Zamora, das der PSV mit drei Helmchen-Treffern 5:2 gewann. In den Runden 1934/35 und 1935/36 gewann der Abwehrchef mit dem PSV Chemnitz zwei Meistertitel in der Gauliga Sachsen, jeweils vor dem Dresdner SC. In den Endrunden um die deutsche Fußballmeisterschaft bestätigte er eindrucksvoll seine Qualitäten. 1935 setzte sich Chemnitz in den Gruppenspielen gegen Hertha BSC, Vorwärts-Rasensport Gleiwitz und Yorck Boyen Insterburg durch und scheiterte erst am 2. Juni in Düsseldorf im Halbfinale mit 2:3 am späteren Endspielsieger FC Schalke 04. Die blau-weißen „Knappen“ aus dem Pott waren im Angriff in der Besetzung mit Ernst Kalwitzki, Fritz Szepan, Ernst Poertgen, Ernst Kuzorra und Adolf Urban angetreten, einer Sturmbesetzung, die in ihrem Leistungsvermögen einer Nationalmannschaftsreihe gleichkam. In der Endrunde 1936 trafen die Sachsen bereits in den Gruppenspielen auf Schalke. Im Hinspiel am 26. April setzte sich der PSV vor 40.000 Zuschauern im Dortmunder Stadion Rote Erde mit 3:2 durch, im abschließenden Gruppenspiel am 17. Mai drehten die Mannen um Kuzorra und Szepan den Spieß um und setzten sich vor 55.000 Zuschauern im Dresdner Stadion am Ostragehege mit 2:1 durch. In beiden Spielen hatte Reicherdt die Defensive des PSV angeführt und der Schalker Offensive das Leben schwer gemacht. Punktgleich, aber mit dem schlechteren Torverhältnis, war damit für Reicherdt und seine Mannschaftskollegen die Endrunde beendet. 
Der Defensivdirigent wurde in der Runde 1936/37 mit seiner Mannschaft Vizemeister und belegte 1938 und 1941 jeweils den dritten Rang in Sachsen, aber zu einem weiteren Einzug in die Endrunde um die deutsche Meisterschaft reichte es nicht mehr. Im Tschammerpokal wird der Senior am 25. August 1940 bei einer 2:3-Auswärtsniederlage beim VfL Stettin nochmals als rechter Verteidiger aufgeführt. Reicherdt, Mittelläufer und Kapitän beim PSV, galt als „unentbehrliches Herzstück“ der grün-weißen Mannschaft und hat von 1932 bis 1936 mit seinem Verein 16 Spiele in der Endrunde um die deutsche Fußballmeisterschaft bestritten.

### Auswahlberufungen
Den größten Erfolg mit der Gau-Auswahl von Sachsen errang der Abwehrchef von PSV Chemnitz 1935/36 im Wettbewerb der Regionalverbände um den Reichsbundpokal. Nach Erfolgen gegen Pommern (5:1), Baden (7:3) und im Halbfinale mit zwei Treffern von Helmut Schön beim 2:0 gegen Brandenburg stand er mit Sachsen im Finale gegen die Auswahl von Südwest. Das Finalspiel fand am 1. März 1936 in Frankfurt am Main statt und Vereinskollege Helmchen hielt mit seinen zwei Treffern das sächsische Team um Mittelläufer Reicherdt weiterhin im Rennen, das Spiel  endete nach Verlängerung 2:2-Unentschieden. Im Wiederholungsspiel in Leipzig am 24. Mai setzte sich Sachsen überlegen mit 9:0 durch. Die Abwehr stand sicher, gut dirigiert von Reicherdt, und im Angriff hatte  Mittelstürmer Erich Hänel vom BC Hartha mit fünf Toren eine Sternstunde erwischt. Trotz des sehr torgefährlichen Angriffs stellte die Läuferreihe mit Herbert Seltmann, Reicherdt und Walter Rose das Herzstück auf Seiten des Siegers dar.

### Trainer
Der gelernte Bäcker war zunächst beim Planitzer SC als Trainer tätig, ehe er ab 1949 zum „Dauercoach“ des Bremer SV avancierte. Die Blau-Weißen vom Bremer SV trainierte er von 1949 bis 1955 in der Oberliga Nord, war aber auch noch nach dem Abstieg im Bremer Amateuroberhaus tätig. In der Saison 1956/57 wechselte er in die Südwestoberliga und übernahm Eintracht Trier. Nachdem er zuvor den VfL Neustadt (bei Coburg) trainiert hatte, verpflichtete im Sommer 1960 der damalige Amateur-Oberligist VfL Wolfsburg den seinerzeit 52-Jährigen Übungsleiter als Nachfolger von Imre Farkasinski.
Im Sommer 1963 kehrte Reicherdt als Trainer zum Bremer SV zurück. Beim seinerzeitigen, nach Einführung der Bundesliga nunmehr Drittligisten beerbte er „Hennes“ Tibulski 1965 führte er die Mannschaft als Trainer in die zweitklassige Regionalliga. Nach der Meisterschaft in der Landesliga Bremen vor dem Blumenthaler SV hatte er sich mit dem BSV in der Aufstiegsrunde zur Regionalliga Nord gegen Union Salzgitter, Heider SV und Sperber Hamburg durchgesetzt. Im ersten Regionalligajahr 1965/66 belegte er mit dem Bremer SV den 13. Rang und der Klassenerhalt war damit erreicht. Nachdem der Klub in der Nordstaffel in der Spielzeit 1966/67 am Tabellenende stand und fast schon sicher wieder abgestiegen war, kündigte er im April 1967 seinen Vertrag zum Saisonende. Daraufhin wurde er vom Vereinsvorstand direkt von seinen Aufgaben entbunden. Ab 1970 trainierte Reicherdt den FC Huchting.